# Danzak (cortometraje)
Danzak es un cortometraje de 2008, dirigida y escrita por la cineasta peruana Gabriela Yepes. La película está diseñada como un drama en el que la danza tradicional, la danza de tijeras, juega un papel espiritual importante.
Fue parte de la selección oficial del Festival de cine latinoamericano en Múnich, Festival de cine latinoamericano de Trieste y del Talent Campus - Berlinale.
El cortometraje fue el proyecto de tesis de la directora para su Maestría en dirección de cine, fue producido con la ayuda del Fondo Rowe-OEA.

## Argumento
Danzak narra la historia de Nina, una niña de diez años, cuya vida cambia cuando su padre y maestro danzaq (danzante de tijeras) le pide cumplir su último deseo.

## Reparto
- Hellen Sly Sánchez - Nina
- Paul Aroni Ortiz - Padre
- Severiano Flores - Severiano
- Mercedario Basilio - Basilio
- Liliana Trujillo - Madre
- Jhordan Segura - Niño

## Premios
- Mejor corto narrativo estudiantil, Austin Film Festival, 2008[7]
- Mejor Cortometraje y Mejor Guion, CONACINE, 2008
- Premio "Algunos campesinos", Festival de Cine de la ciudad de Slatioara, 2008[8]
- Mención especial a Mejor cortometraje, Festival Cero Latitud de Ecuador, 2009
- Mejor cortometraje narrativo, Festival de Cine Las Américas, 2009
- Mejor cortometraje, Festival de Cine de Diversidad y Equidad, 2009
- Mejor cortometraje, Marin County Festival, 2009[1]
- Mejor cortometraje estudiantil, Festival de Cine de Cannes (Muestra de cineastas emergentes), 2009[9]
- Mejor producción peruana, Inka Fest Mountain Film, 2010[10]